# Friedrich Lienhard
Friedrich Lienhard, född 4 oktober 1865, död 30 april 1929, var en tysk författare.
Lienhard ägande sig efter teologiska och filologiska studier åt journalistik och författarskap. Bland hans talrika arbeten märks de essayistiska Thüringer Tagebuch (1903), Wege nach Weimar (6 band, 1905-08), Das klassische Weimar (1908), Der Meister der Menschheit (3 band, 1919-21); romanerna Oberlin (1910), Der Spielmann (1913), Westmark (1919) och Meisters Vermächtnis (1927) samt självbiografin Jugendjahre (1919). Lienhards Gesammelte Werke utkom i 15 band 1925-26.
Lienhard var, tillsammans med Adolf Bartels, en ledande gestalt inom Heimatkunst, vilken kan ses som en föregångare till Nazitysklands Blut und Boden-litteratur.